# Han Kyo-won
Đây là một tên người Triều Tiên, họ là Han.
Han Kyo-Won (tiếng Hàn: 한교원; Hanja: 韓敎元; sinh ngày 15 tháng 6 năm 1990) là một tiền đạo bóng đá Hàn Quốc, thi đấu cho Jeonbuk Hyundai Motors.

## Sự nghiệp câu lạc bộ
Han gia nhập Incheon United thi đấu K-League mùa giải 2011. Trận đấu đầu tiên cho Incheon của anh là lượt vào sân từ ghế dự bị vào những phút cuối trong thất bại trước Gyeongnam FC ở vòng đấu thứ 4. Ba ngày sau, Han là cầu thủ xuất phát trong trận đấu tại Cúp Liên đoàn bóng đá Hàn Quốc 2011 trước Daegu, kết thúc với kết quả hòa không bàn thắng.  Khi được tăng cường nằm trong đội hình xuất phát cho dù tuổi còn trẻ, Han ghi bàn thắng đầu tiên trong những phút đầu của trận đấu trước Jeonbuk Hyundai Motors, kết thúc với tỉ số 6 -2 thuộc về đội bóng đến từ Jeonju.

## Thống kê sự nghiệp câu lạc bộ
Tính đến 8 tháng 1 năm 2014
| Thành tích câu lạc bộ | Thành tích câu lạc bộ | Thành tích câu lạc bộ | Giải vô địch | Giải vô địch | Cúp     | Cúp       | Cúp Liên đoàn | Cúp Liên đoàn | Châu Á  | Châu Á    | Tổng cộng | Tổng cộng |
| Mùa giải              | Câu lạc bộ            | Giải vô địch          | Số trận      | Bàn thắng    | Số trận | Bàn thắng | Số trận       | Bàn thắng     | Số trận | Bàn thắng | Số trận   | Bàn thắng |
| Hàn Quốc              | Hàn Quốc              | Hàn Quốc              | Giải vô địch | Giải vô địch | Cúp KFA | Cúp KFA   | Cúp Liên đoàn | Cúp Liên đoàn | Châu Á  | Châu Á    | Tổng cộng | Tổng cộng |
| --------------------- | --------------------- | --------------------- | ------------ | ------------ | ------- | --------- | ------------- | ------------- | ------- | --------- | --------- | --------- |
| 2011                  | Incheon United        | K League 1            | 27           | 3            | 2       | 0         | 2             | 0             | -       | -         | 31        | 3         |
| 2012                  | Incheon United        | K League 1            | 28           | 6            | 1       | 0         | -             | -             | -       | -         | 29        | 6         |
| 2013                  | Incheon United        | K League 1            | 36           | 6            | 2       | 0         | -             | -             | -       | -         | 38        | 6         |
| 2014                  | Jeonbuk Motors        | K League 1            | 31           | 10           | 2       | 1         | -             | -             | 8       | 1         | 41        | 12        |
| Tổng cộng sự nghiệp   | Tổng cộng sự nghiệp   | Tổng cộng sự nghiệp   | 122          | 25           | 7       | 1         | 2             | 0             | 8       | 1         | 139       | 27        |

## Bàn thắng quốc tế
Tỉ số và kết quả liệt kê bàn thắng của Hàn Quốc trước.
| #  | Ngày                 | Địa điểm                          | Đối thủ | Tỉ số | Kết quả | Giải đấu |
| -- | -------------------- | --------------------------------- | ------- | ----- | ------- | -------- |
| 1. | 14 tháng 11 năm 2014 | Sân vận động Quốc tế Amman, Amman | Jordan  | 1–0   | 1–0     | Giao hữu |

## Danh hiệu

### Câu lạc bộ
Jeonbuk Hyundai Motors
- Vô địch K League 1 (3): 2014, 2015, 2017
- Giải vô địch bóng đá các câu lạc bộ châu Á (1): 2016